# Irácké království
Irácké království (arabsky: المملكة العراقية, al-Mamlakah al-Iraqia) nebo též Irácké hášimovské království byla konstituční monarchie na území dnešního Iráku. Království existovalo od roku 1921, přičemž do roku 1932, kdy byla vyhlášena formální nezávislost, podléhalo britskému mandátu. Království zaniklo roku 1958, kdy byl proveden armádní převrat, královská rodina byla zavražděna a monarchie zrušena. Vládnoucí dynastií byli Hášimovci.

## Vznik iráckého království
Za první světové války se v tehdejší osmanské Mezopotámii vylodila britská vojska a celou ji obsadila. Po válce připadla oblast Iráku Velké Británii na 25 let jako mandátní území. Britové ustanovili vládu nad oblastí a panováním pověřili emíra Abdalláha z vlivné dynastie Hášimovců. Jeho vláda v Iráku netrvalo dlouho a britové svěřili vládu nad Irákem emíru Fajsalovi I., mladšímu bratrovi emíra Abdaláha, který měl původně vládnout v Sýrii, ale v důsledku prohrané francouzsko-syrské války musel Sýrii opustit. Abdaláh byl později odškodněn vládou nad Jordánskem. který prakticky vládl již za britského protektorátu, tzv. Iráckému království pod britskou správou (Abdalláh byl odškodněn vládou nad Jordánskem). První ústavu získalo království až roku 1925.

## Nezávislé irácké království
V roce 1930 byla podepsána anglo-irácká dohoda. A tak byla 3. října vyhlášena 1932 formální nezávislost Iráckého království, tím také došlo k zrušení britského mandátu a Irák se rovněž stal členem Společnosti národů. Irák však stále zůstával závislý na Británii. Stejně tak si britové mohli ponechat v Iráku své vojenské základny v Šaajbě a Habanníji (později jen letectvo) a v době války či ohrožení mohli plně využívat irácké komunikace. Britové dále měli právo se podílet na irácké mezinárodní politice a získali koncese na těžbu ropy.
8. září 1933 jen rok po vyhlášení nezávislosti zemřel 8. září za nejasných okolností král Fajsal a na trůn nastoupil jeho syn Gházi, který však vládl jen do 4. dubna 1939, kdy zemřel při autonehodě. O této autonehodě se spekulovalo jako o atentátu, jelikož byl král v autě nalezen s proraženou hlavou. Během jeho vlády však vláda neuskutečnila kroky ke zrušení pobytu britských základen na iráckém území, či o revizi anglo-irácké dohody.
Roku 1939 po smrti krále Gházího se králem stal jeho jediný, tehdy čtyřletý syn Fajsal, za kterého do jeho plnoletosti vládl jako regent jeho vzdálený strýc (bratranc krále Gháziho) 'Abd al-llah. Jistým vzorem pro Irák byly Turecko a Írán 8. července 1937 byl Irákem, Íránem, Tureckem a Afghánistánem podepsán tzv. Saadabadský pakt, který fakticky přestal existovat s příchodem Druhé světové války.

## Irák za druhé světové války
Po začátku 2. světové války, byla situace nejistá, ale 5. října 1939 byly přerušeny styky s Třetí říší. V Iráku však stále převládal protibritský přístup a obyvatelé i armáda se přikláněla na stranu Německa. Po porážce Francie v roce 1940 se premiérem stal al-Kajlání namísto as-Saída. Poté, co se opět vystřídala vláda, proběhl 1. dubna a 2. dubna 1941 převrat důstojníků, a země se přiklonila na stranu Německa. Ze země uprchli 'Abd al-Illah, Nurí as-Saíd a další probritští politikové. al-Kajlání se opět stal premiérem a Šerif Šafar byl jmenován regentem.
To vedlo k rozhořčení Britů a ti, proto opět od května 1941 okupovali Irák a v tzv. třicetidenní válce porazili slabou iráckou armádu. Britové odešli až v roce 1947. K moci se vrátila probritská vláda a regent Abd al-Illáh. Politici sympatizující s fašismem utekli do Turecka a Íránu (tamní profašistická vláda však byla svržena v srpnu 1941, po okupaci Sovětským svazem a Velkou Británií). V roce 1943 probritská vláda vyhlásila válku mocnostem Osy. Probritský premiér Nurí as-Saíd byl nahrazen starým Hamdím al-Pačáčí.
22. března 1945 byla vytvořena Arabská liga, kde irácké království bylo jedním ze zakládajících členů.

### Poválečný Irák
V roce 1947 byli zatčeni vedoucí ilegálně působící komunisté. Ve stejném roce došlo k revizi anglo-irácké dohody z roku 1930. Ta měla být nahrazena tzv. portsmouthskou smlouvou, která měla Britům zajistit vliv v oblasti za pomoci vojenské základny Habbáníji. Nesouhlas opozice, nacionalistů, studentů, dělníků a hospodářská situace v zemi ovšem způsobily, že smlouva nebyla přijata.
V roce 1953 dosáhl Fajsal II. plnoletosti, ale regent princ 'Abd al-Ilah i poté zasahoval do vlády nad zemí, a změnu prakticky ignoroval.

## Převrat a zánik
Mezi roky 1948 a 1958 proběhlo mnoho demonstrací a nepokojů a to jak armádních, studentských, šíitských a kurdských.
V roce 1958 se král znovu a tentokrát naposledy chopil iniciativy. Byla vytvořena tzv. Arabská federace mezi Irákem a Jordánskem jako reakce na vznik Sjednocené arabské republiky (SAR). Tato federace Jordánska a Iráku jejíž hlavou byl irácký král nebyla obyvatelstvem přijímána příliš kladně. Nejdůležitější událostí v roce Nurí as-Saíd 1958 byl vojenský převrat vedený Abdem al-Karim Qasimem při němž byli na nádvoří královského paláce zastřeleni král Fajsal II., bývalý regent princ 'Abd al-Ilah a několik žen z královské rodiny, později byl dopaden a popraven i Nurí as-Saíd. Na královský palác bylo stříleno protitankovými děly, král chtěl kapitulovat, ale princ 'Abd al-Ilah to odmítl, načež proběhl rychlý útok armádních vzbouřenců. Vražda královské rodiny prý nebyla původně v plánu, ale vinou nějakého nižšího důstojníka byl král i bývalý regent zabiti. Za celou existenci irácké monarchie, tak žádný král nezemřel zcela přirozenou smrtí.
Nová revoluční vláda zrušila bývalé instituce monarchie i parlament a rozpustila federaci s Jordánskem. Po převratu byl v roce 1963 Abdem al-Qasim svržen a veřejně popraven a v roce 1967 se země po boku dalších arabských států zúčastnila arabsko-izraelské války, kde stála na straně poražených. V roce 1979 téměř 10 let po zániku monarchie, se stal prezidentem diktátor Saddám Husajn.

## Seznam iráckých králů
dynastie: Hášimovci
- Fajsal I. – (1932–1933), 1921 korunován králem, 1932 nezávislým králem
- Ghazi I. – (1933–1939), zemřel při nehodě
- Fajsal II. – (1939–1958), v letech 1939 až 1953 vládl jako regent princ Abd al-Ilah